# トレスカヴィツァ山
トレスカヴィツァ山（Treskavica,Трескавица）は、ボスニア・ヘルツェゴビナの首都サラエヴォの南の町トルノヴォにある山である。ジョキン・トラニ（Đokin Toranj）の山頂は標高2,088mあり、トレスカヴィツァ山はサラエヴォ周辺の山では一番標高が高い。ボスニア・ヘルツェゴビナで一番標高が高いマグリッチ山（Maglić）よりは300mほど低い。
天気が良く見通しが利く日などは登山者は遠くのモンテネグロやアドリア海を望むことができる。